# هوهان‌وایلر
هوهان‌وایلر (به آلمانی: Hohenweiler) یک شهر در اتریش است که در ناحیه برگنتس واقع شده‌است. هوهان‌وایلر ۸٫۴۳ کیلومتر مربع مساحت دارد ۵۰۳ متر بالاتر از سطح دریا واقع شده‌است.